# Baron Petre

Wappen der Barone Petre

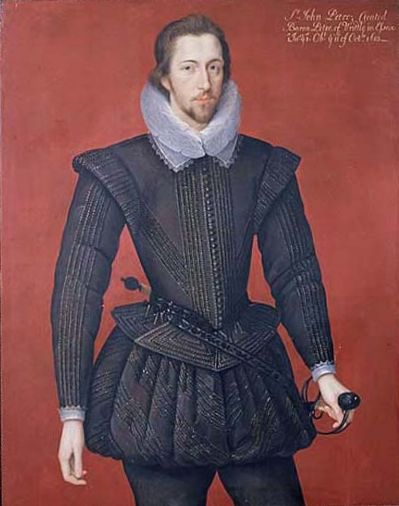
William Petre, 2. Baron Petre

Baron Petre, of Writtle in the County of Essex, ist ein erblicher britischer Adelstitel in der Peerage of England.
Der Titel wurde durch Letters Patent vom 21. Juli 1603 für Sir John Petre geschaffen. Er war Unterhausabgeordneter für Essex und Lord Lieutenant of Essex, und Bruder von Dorothy Wadham, Mitgründerin des Wadham College.  Heute hat sein Nachfahre John Petre, 18. Baron Petre, den Titel inne, er ist seit 2002 ebenfalls Lord Lieutenant of Essex.
Stammsitz der Barone ist Ingatestone Hall bei Chelmsford in Essex.

## Liste der Barone Petre (1603)
- John Petre, 1. Baron Petre (1549–1613)
- William Petre, 2. Baron Petre (1575–1637)
- Robert Petre, 3. Baron Petre (1599–1638)
- William Petre, 4. Baron Petre (1626–1684)
- John Petre, 5. Baron Petre (1629–1684)
- Thomas Petre, 6. Baron Petre (1633–1706)
- Robert Petre, 7. Baron Petre (1689–1713)
- Robert Petre, 8. Baron Petre (1713–1742)
- Robert Petre, 9. Baron Petre (1742–1801)
- Robert Petre, 10. Baron Petre (1763–1809)
- William Petre, 11. Baron Petre (1793–1850)
- William Petre, 12. Baron Petre (1817–1884)
- William Petre, 13. Baron Petre (1847–1893)
- Bernard Petre, 14. Baron Petre (1858–1908)
- Philip Petre, 15. Baron Petre (1864–1908)
- Lionel Petre, 16. Baron Petre (1890–1915)
- Joseph Petre, 17. Baron Petre (1914–1989)
- John Petre, 18. Baron Petre (* 1942)

Voraussichtlicher Titelerbe (Heir apparent) ist der Sohn des aktuellen Titelinhabers Dominic Petre (* 1966). Dessen Titelerbe ist dessen Sohn William Petre (* 2001).